# آندره آزولای
آندره آزولای (عربی: أندره أزولاي؛ زادهٔ ۱۷ آوریل ۱۹۴۱) یک سیاست‌مدار اهل مراکش است.